# Agrapidées
Agrapidées (Agrapidies) är en ort i Grekland.   Den ligger i prefekturen Nomós Florínis och regionen Västra Makedonien, i den norra delen av landet, 300 km nordväst om huvudstaden Aten. Agrapidées ligger 595 meter över havet och antalet invånare är 120.
Terrängen runt Agrapidées är varierad. Runt Agrapidées är det ganska tätbefolkat, med 100 invånare per kvadratkilometer. Närmaste större samhälle är Ptolemaida, 19,2 km sydost om Agrapidées. Omgivningarna runt Agrapidées är en mosaik av jordbruksmark och naturlig växtlighet.